# 听我韶韶
听我韶韶是南京电视台十八频道的方言时事评论与谈话节目，于2005年3月开播，每周一至周五晚间播出。

## 历史
2005年3月开播伊始，每周一至每周五21︰30播出，时长15分钟。2006年4月3号起延长为32分钟，播出时间为21︰15，并增加《老吴韶新闻》板块，由主持人吴晓平点评南京当天报刊新闻。2011年1月，节目时长增加为一个小时并在黄金时间播出。

## 内容
作为南京话方言节目，该节目注重对南京本土文化的挖掘和传递，并在点评新闻事件的同时，对社会不良现象和政府不作为有所批评。

## 历任主持人
- 秦岭[3]
- 陈洪芹[3][4]
- 吴晓平[2]
- 施岚
- 黄津津